# پترونیوس ۳۲۴۴
سیارک ۳۲۴۴ (به انگلیسی: 3244 Petronius، نامگذاری:4008P-L) سه هزار و دویست و چهل و چهارمین سیارک کشف شده‌است که در ۲۴ سپتامبر ۱۹۶۰ کشف شد. قدر مطلق سیارک برابر ۱۳٫۹۰ است.
این سیارک را به افتخار پترونیوس، ، نویسنده و درباری رومی سدهٔ اول میلادی، با نام پترونیوس ۳۲۴۴ نام‌گذاری کرده‌اند.